# Cartouche à percussion centrale

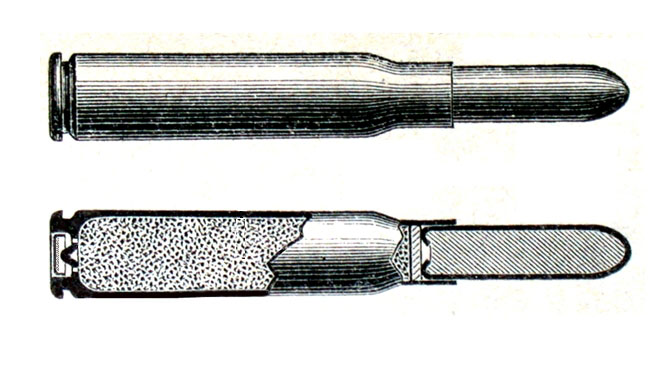
Cartouche à percussion centrale M 1888, 8 x57 I du type Berdan.

Les cartouches à percussion centrale sont actuellement utilisées dans la plupart des armes portables militaires, de chasse et de tir, à l’exception des armes de petit calibre utilisées pour le tir sportif. Contrairement aux munitions à percussion annulaire, la composition d'amorçage se trouve dans une capsule d'ignition, ou amorce, placée au centre du fond de l’étui.

## Histoire

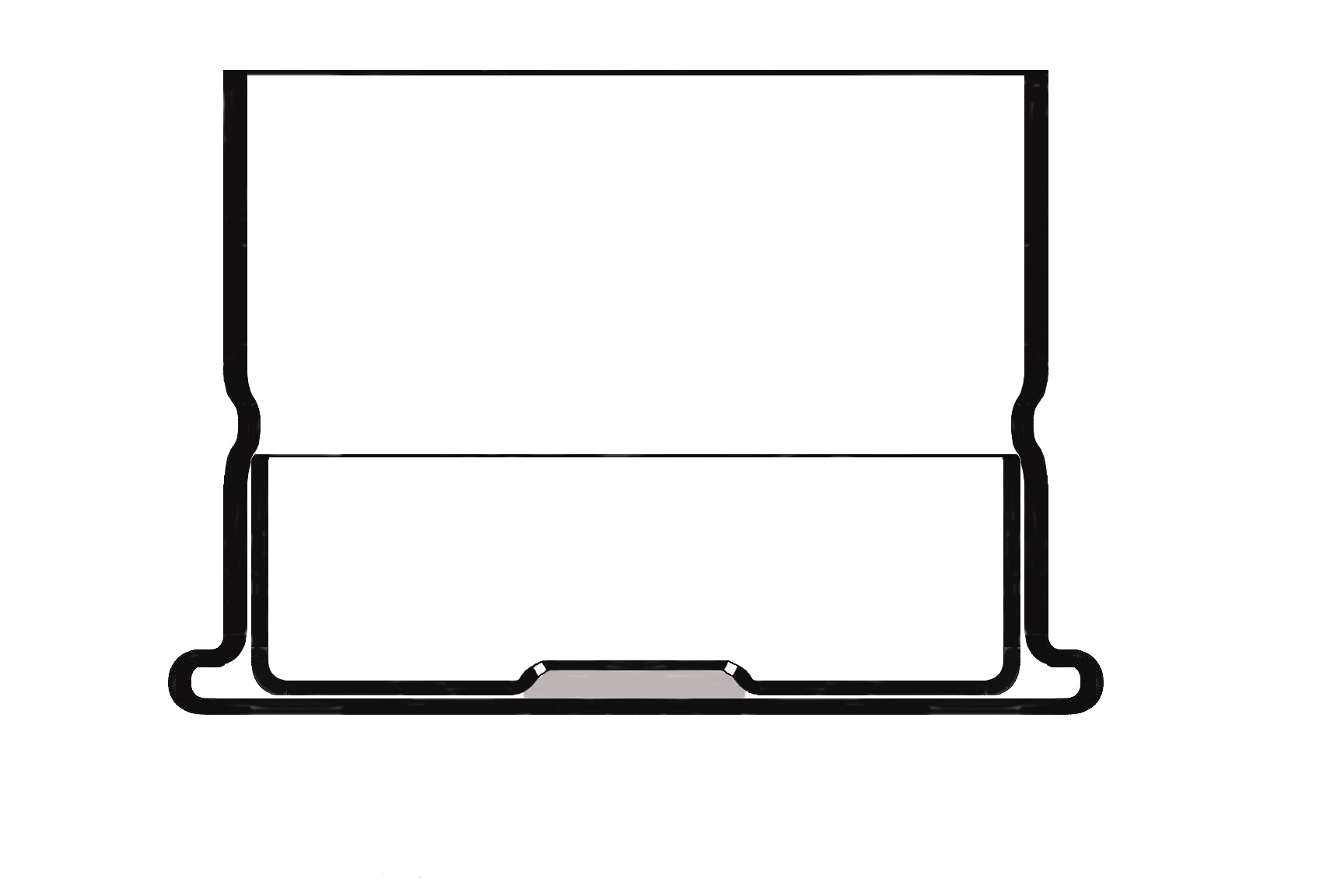
Étui avec amorce Benét.

Une première forme de munition à percussion centrale, sans amorce à percussion, a été inventée entre 1808 et 1812 par Jean Samuel Pauly. Il s'agissait également de la première cartouche entièrement intégrée et utilisait une forme d'obturation utilisant la cartouche elle-même. Une autre forme de munitions à percussion centrale a été inventée par le Français Clément Pottet en 1829, ; cependant, Pottet ne perfectionnera sa conception qu'en 1855. La cartouche à percussion centrale fut améliorée par Béatus Beringer, Benjamin Houllier, Gastinne Renette, Smith & Wesson, Charles Lancaster, Jules-Félix Gévelot, George Morse, François Schneider, Hiram Berdan et Edward Mounier Boxer,,,,.
Vers la fin de la guerre de Sécession, en 1864/1865, le colonel Benét, directeur du Frankford Arsenal de Philadelphie, développa une des premières cartouches à percussion centrale. Elle comprend un étui de cuivre qui ressemble à l’étui d’une cartouche à percussion annulaire, mais contrairement à celle-ci, la composition d'amorçage ne se trouve pas dans le bourrelet mais au centre du fond de l’étui, où elle est retenue par une douille placée à l’intérieur de l’étui. Cette douille est bloquée par des bosses embouties dans l’étui.

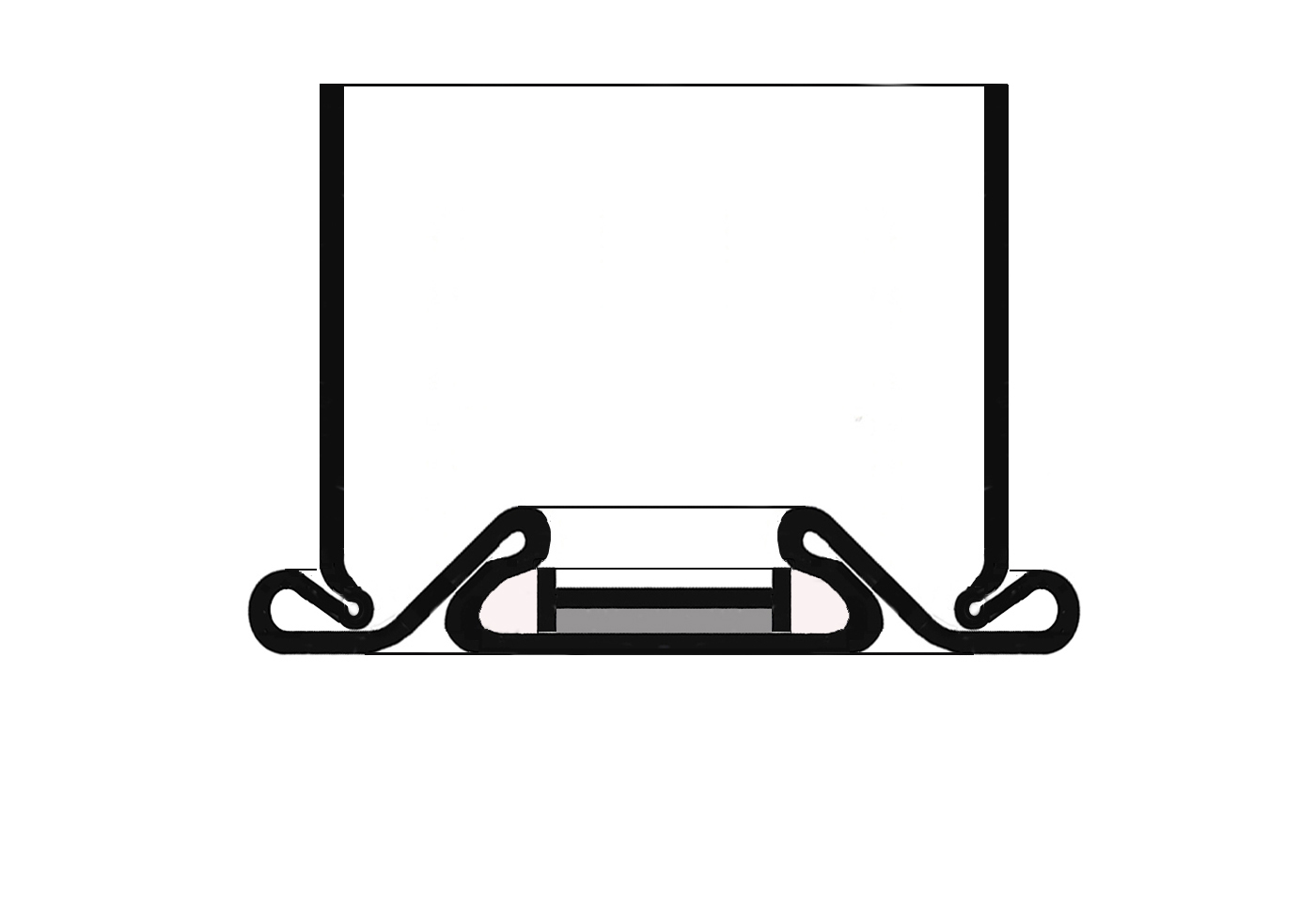
Étui avec amorce Martin.

Une autre cartouche développée à la même époque aux États-Unis est la cartouche Martin, brevetée en 1869 et 1871 (US Patents 88 191, 3-23-1869 / 111 856, 2-14-1871). Elle comprend aussi un étui de cuivre, mais contrairement à la cartouche Benét, l'amorce n’est pas retenue par une douille à l’intérieur de l’étui, mais par le centre embouti de l’étui et une rondelle qui enferme la composition d’amorçage.
Comme la cartouche Benét, elle était utilisée par les forces armées des États-Unis dans les premières armes à percussion centrale comme le fusil Allin Conversion Model 1866 et la carabine Springfield Model 1870 (les deux en calibre 50-70 Government), les revolvers Smith & Wesson No. 3 First Model (calibre .44 American) et plus tard le Colt Single Action Army .45 et les Springfield Model 1873 en calibre 45-70 Govt.

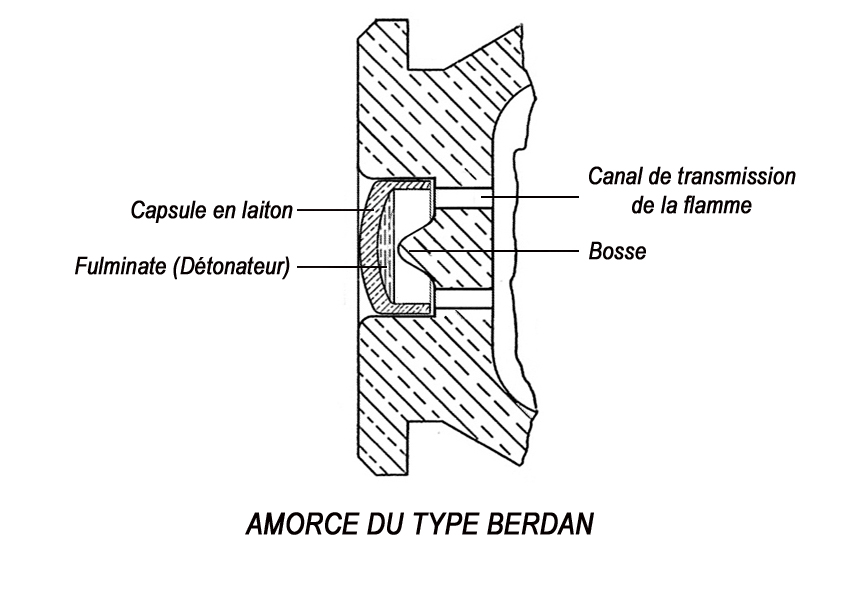
Amorce Berdan.

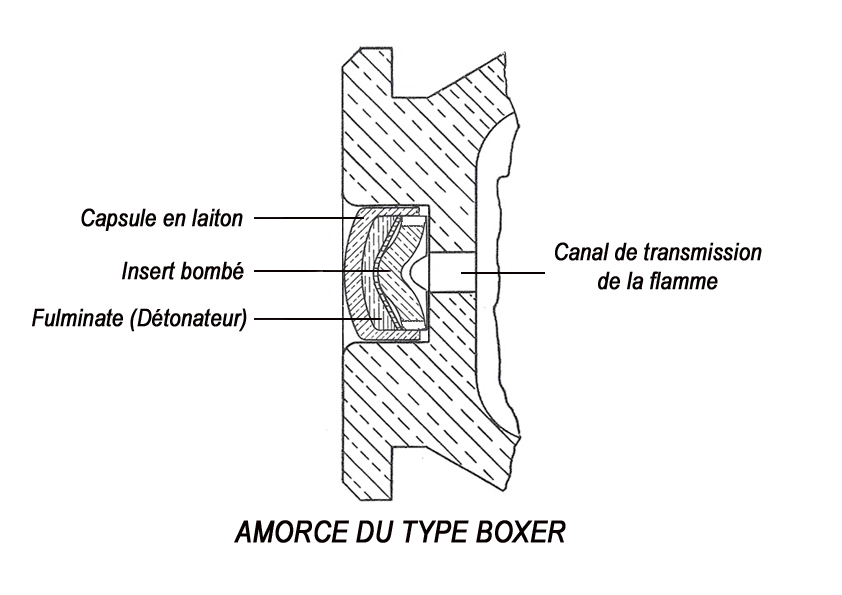
Amorce Boxer.

Ces cartouches étaient problématiques, car leurs étuis non résistants à la surchauffe provoquaient un blocage dans la chambre, et, d'autre part, elles n'étaient pas rechargeables. Elles furent remplacées par des cartouches avec étui en laiton et des amorces extérieures du type Boxer et Berdan.
La première cartouche à percussion centrale avec une amorce à l’extérieur était celle inventée par l’inventeur américain Hiram Berdan de New York. Dans la première variante, brevetée le 20 mars 1866 (US Patent 53,388), Berdan utilisait encore une douille en cuivre. Le problème était que cette douille se déformait lorsqu’on pressait l’amorce dans son logement. À part ce problème, les cartouches du type Berdan se vendaient bien, et leur avantage était qu’elles étaient rechargeables. Pour corriger le défaut de cette première variante, Berdan remplaça le cuivre par du laiton plus dur, et, avec d’autres modifications mineures, brevetées en septembre 1869 (US Patent 82,587), il créa une cartouche encore utilisée aujourd’hui.
C’est Edward M. Boxer, du Royal Arsenal à Woolwich en Angleterre, qui développa l’autre cartouche à percussion centrale moderne, brevetée en Angleterre le 13 octobre 1866 et aux États-Unis le 29 juin 1869 (U.S. Patent 91,818). Comme la cartouche Berdan, elle est toujours utilisée aujourd’hui.
En 1884, Paul Vieille, ingénieur au Laboratoire Central des Poudres et Salpêtres à Paris, inventa la poudre sans fumée. Cette poudre à base de nitrocellulose (coton-poudre gélatinisé), est trois fois plus puissante que la poudre noire. Pour cette raison, il était nécessaire de changer le cuivre pour la fabrication des douilles pour une matière plus résistante comme le laiton, le tombac, l'aluminium ou, pendant les guerres par manque de métaux non ferreux, l’acier.

## Technique
Pour rendre étanche l’amorce et le fulminant contre l’huile et l’eau, le fond de la cartouche est souvent couvert d’une laque, ce qui donne la possibilité de différencier le type de la cartouche avec des couleurs différentes. Les amorces Boxer correspondent en principe aux amorces Berdan, il y a cependant une différence : la bosse dans la douille type Berdan est remplacée par un insert bombé qui, en contact avec la douille pressée en avant par le percuteur, déclenche l’explosion du fulminate.
Contrairement aux cartouches plus anciennes, les cartouches Berdan et Boxer sont rechargeables. L’armée américaine équipait ses troupes dans les années 1870 avec des outils pour recharger les munitions. Aujourd’hui, les tireurs sportifs et les chasseurs profitent de cet avantage pour des raisons de prix et pour adapter la charge en fonction de leur besoin. Le système Boxer est avantageux pour le rechargement, car le canal central de mise à feu dans la douille permet de pousser l’amorce facilement de son logement avec une tige. Pour le rechargement de la cartouche Berdan, l’amorce doit être arrachée avec un instrument équipé d’un crochet.
Au XVIIIe siècle, et au début du XXe siècle, on avait uniquement des fulminates corrosifs comme le fulminate de mercure à disposition, et c’est Remington Arms, un fabricant d’armes et munitions qui a commencé à fabriquer, sous la désignation « Kleanbore », en 1927, des amorces chargées d’un fulminant non corrosif et non toxique.